# Strangeways, Here We Come
Strangeways, Here We Come — четвёртый и последний студийный альбом британской инди-рок-группы The Smiths, выпущенный лейблом Rough Trade Records 28 сентября 1987 года.

## Об альбоме
Диск достиг второй строчки британского чарта и продержался там семнадцать недель; в Billboard Top LPs & Tape альбом занимал 55-ю строчку, а 19 сентября 1990 года получил золотую сертификацию от американской ассоциации RIAA. Все песни написаны Моррисси и Джонни Марром, а автором обложки, на которой изображён актёр Ричард Давалос из фильма «К востоку от рая», традиционно стал Моррисси. Запись пластинки проходила в марте 1987 года, а в сентябре, в период выхода альбома, группа уже месяц считалась распавшейся, после того, как в июле Джонни Марр объявил о своём уходе.

## Список композиций
Слова и музыка всех песен — Моррисси/Марр.
| №   | Название                                            | Длительность |
| --- | --------------------------------------------------- | ------------ |
| 1.  | «A Rush and a Push and the Land Is Ours»            | 3:00         |
| 2.  | «I Started Something I Couldn’t Finish»             | 3:47         |
| 3.  | «Death of a Disco Dancer»                           | 5:26         |
| 4.  | «Girlfriend in a Coma»                              | 2:03         |
| 5.  | «Stop Me If You Think You’ve Heard This One Before» | 3:32         |
| 6.  | «Last Night I Dreamt That Somebody Loved Me»        | 5:03         |
| 7.  | «Unhappy Birthday»                                  | 2:46         |
| 8.  | «Paint a Vulgar Picture»                            | 5:35         |
| 9.  | «Death at One’s Elbow»                              | 2:01         |
| 10. | «I Won’t Share You»                                 | 2:48         |